# Hondryches avakubi
Hondryches avakubi är en fjärilsart som beskrevs av Holland 1920. Hondryches avakubi ingår i släktet Hondryches och familjen nattflyn. Inga underarter finns listade i Catalogue of Life.

## Bildgalleri

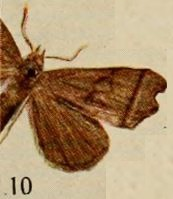